# Шикони (Вибо Валенција)
Шикони је насеље у Италији у округу Вибо Валенција, региону Калабрија.
Према процени из 2011. у насељу је живело 253 становника. Насеље се налази на надморској висини од 199 м.